# Verstekeling

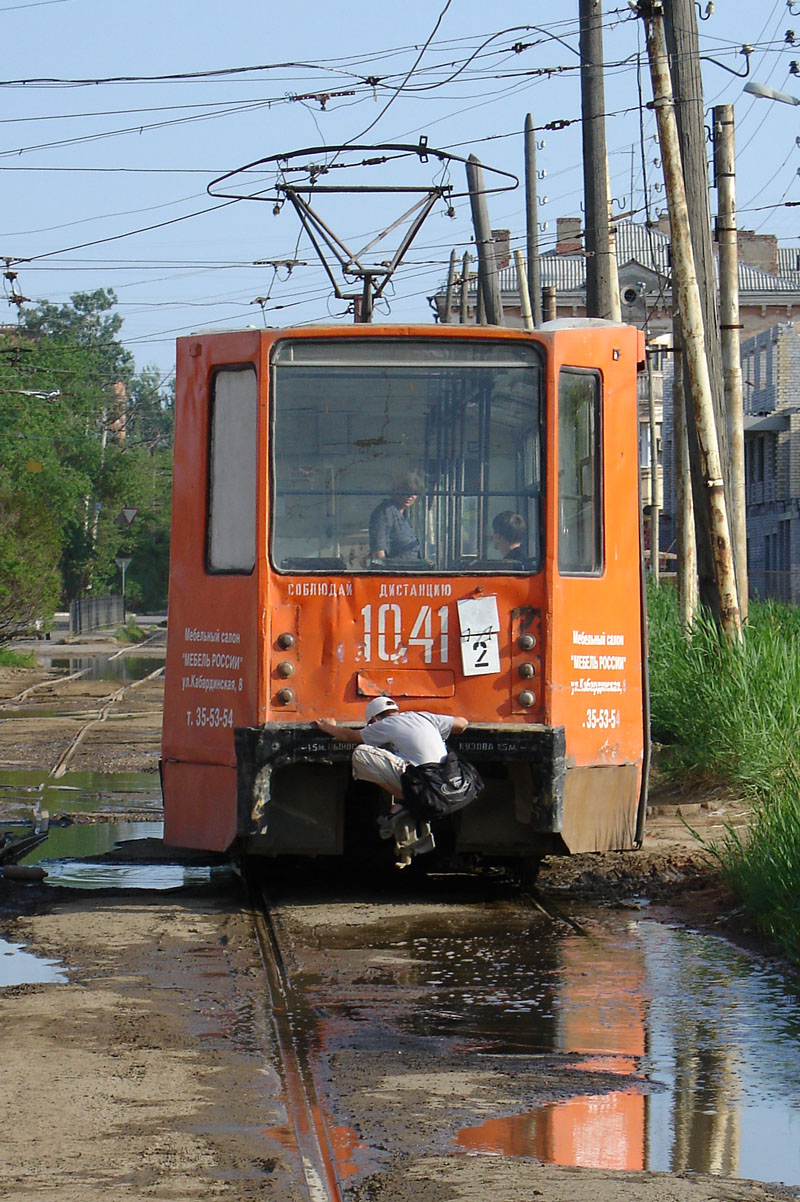
Verstekeling op een tram

Een verstekeling of blinde passagier is iemand die zich illegaal of ongewenst aan boord bevindt van een schip of ander voertuig, zonder dat de legale bemanning daarvan op de hoogte is.
Meestal is een verstekeling iemand die zijn land wil ontvluchten, die niet op legale wijze langs de grenscontrole kan komen of die geen geld heeft voor de overtocht. Hij kiest dan een West-Europees, Australisch of Amerikaans zeeschip uit om het land te ontvluchten. Hij kan stiekem aan boord komen via de vrachtlading en zich verbergen in het ruim of op een ander plaatsje, waar niet gauw iemand komt. Natuurlijk moet hij voldoende proviand bij zich hebben.

## Schip
Is het een schip dat veel passagiers vervoert, dan kan de verstekeling zich onopvallend onder de andere passagiers mengen. Een probleem waar hij dan mee te maken kan krijgen, is dat hij geen slaapplaats heeft. Op luxecruiseschepen zijn de maaltijden soms inclusief, zodat de verstekeling daar probleemloos gebruik van kan maken, mits hij door zijn (vaak armoedige) kleding niet opvalt.
Het is al meermalen gebeurd dat verstekelingen die gevonden werden, overboord werden gezet, midden op zee. Volgens internationaal recht is dat streng verboden. De algemene regel is dat de kapitein eist dat de verstekeling de vrachtprijs betaalt. Betaalt de verstekeling niet (en vaak heeft hij geen geld), dan mag de kapitein hem arbeid laten verrichten waartoe hij in staat is. Hij moet er verder voor zorgen dat de verstekeling voldoende voeding en medische verzorging krijgt. 
Bij een haven kan een verstekeling aan wal worden gezet. Vaak komt de verstekeling echter niet door de grenscontrole en moet hij langer aan boord blijven, tot het schip in een haven komt waar hij wel van boord kan gaan.

## Vliegtuig
Een verstekeling kan zich verbergen in het onderstel van een vliegtuig. Door de kou en de lage luchtdruk op grote hoogte eindigt een dergelijk avontuur meestal met de dood.

## Vrachtauto
In de 21e eeuw proberen aanzienlijke aantallen mensen vanuit het vasteland van Europa op illegale wijze de Engelse kust te bereiken. Velen proberen dat als verstekeling in vrachtwagens via de Kanaaltunnel, maar ook vanuit Nederlandse havens. Ze brengen soms schade aan de lading toe.